# Pseudopanurgus vicinus
Pseudopanurgus vicinus är en biart som beskrevs av Timberlake 1967. Pseudopanurgus vicinus ingår i släktet Pseudopanurgus och familjen grävbin. Inga underarter finns listade i Catalogue of Life.